# Wölpinghausen
Wölpinghausen es un municipio situado en el distrito de Schaumburg, en el estado federado de Baja Sajonia (Alemania). Su población estimada a finales de 2016 era de 1616 habitantes.
Se encuentra ubicado a poca distancia al este de la frontera con el estado de Renania del Norte-Westfalia, y al oeste de Hannover, la capital del estado.